# Helena Silveira
Helena Silveira (São Paulo, 09 de dezembro de 1911 - São Paulo, 31 de agosto de  1984) foi uma jornalista, colunista, crítica de televisão e escritora brasileira que se dedicou à literatura urbana do Brasil.
Como jornalista, se desempenhou no jornal Folha de S. Paulo onde escreveu a coluna Como Helena Silveira vê TV entre 1973 e 1984, espaço de crítica televisiva considerado uma das “grandes contribuições” para a compreensão do gênero televisivo telenovela no Brasil.. Foi casada com o também escritor Jamil Almansur Haddad.
No âmbito literário, estreou na década de 1940 junto a outras escritoras como Lia Correia Dutra (1908-1989), Ondina Ferreira (1909), Elisa Lispector (1911-1989), Elsie Lessa (1912-2000), Lúcia Benedetti (1914-1998) e Alina Paim (1919-2011), ao mesmo tempo em que é considerada parte da onda de importantes escritoras paulistas dos anos 1960 junto de Eugênia Sereno, Dinorá do Vale, Evelina Germani Gomes e Lucília Almeida Prado.
Faleceu em 31 de agosto de 1984, na cidade de São Paulo, em decorrência de um câncer. 

## Obra
- A humilde espera (1944).
- No fundo do poço (1950).
- Mulheres Freqüentemente (1953, 1959).
- Sombra azul e carneiro branco (1960).
- Na Selva de São Paulo (1966).
- Os dias chineses (1961).
- Memória da terra assassinada (1976).
- Paisagem e memória (1983).